# Franz Vehlow
Franz Vehlow (* 24. Oktober 1895 in Kalk; † 1. Dezember 1936 vor Madrid) war ein deutscher Gewerkschaftsfunktionär, KPD-Funktionär und Interbrigadist.

## Leben und Kampf
Franz Vehlow wurde in der Vietorstraße in Kalk geboren und war der Sohn eines Fabrikarbeiters. Er erlernte bei Klöckner-Humboldt-Deutz den Beruf eines Drehers.
Zunächst Mitglied der USPD und später der KPD wurde er der einzige kommunistische Betriebsrat bei KHD. Von der KPD wurde Franz Vehlow zum Mandatsträger für den Leipziger ADGB-Kongress im September 1928 bestimmt. Nach einer Unterschriftensammlung gegen die Aberkennung seines Mandats wurde er arbeitslos. Seit März 1929 gehörte Vehlow der Bezirksleitung der KPD im Bezirk Mittelrhein an. 1929 bis 1930 war er Redakteur im Königsberger „Echo des Ostens“ und wirkte als Orgleiter der KPD in Ostpreußen. Als Sekretär arbeitete er für Fritz Selbmann. 1931 in der M-Schule der Komintern bei Moskau ausgebildet, wurde Vehlow noch vor 1933 unter dem Decknamen Louis Schuster Mitglied des Militärpolitischen Apparates der KPD (Nachrichtendienst der KPD).
Nach der Verhaftung Ernst Thälmanns Anfang März 1933 in Berlin leitete er im Auftrag des ZK der KPD die parteiinterne Untersuchung der Umstände dieser Festnahme. Bei einem illegalen Aufenthalt in der Schweiz wurde Vehlow am 25. September 1936 in Zürich verhaftet und Mitte Oktober des Landes verwiesen. In Spanien Politkommissar des Thälmann-Bataillons, fiel er an der Seite Hans Beimlers. Die Umstände und der Zeitpunkt ihres Todes sind umstritten. Franz Vehlow wurde auf dem Friedhof von Fuencarral in Madrid beerdigt.

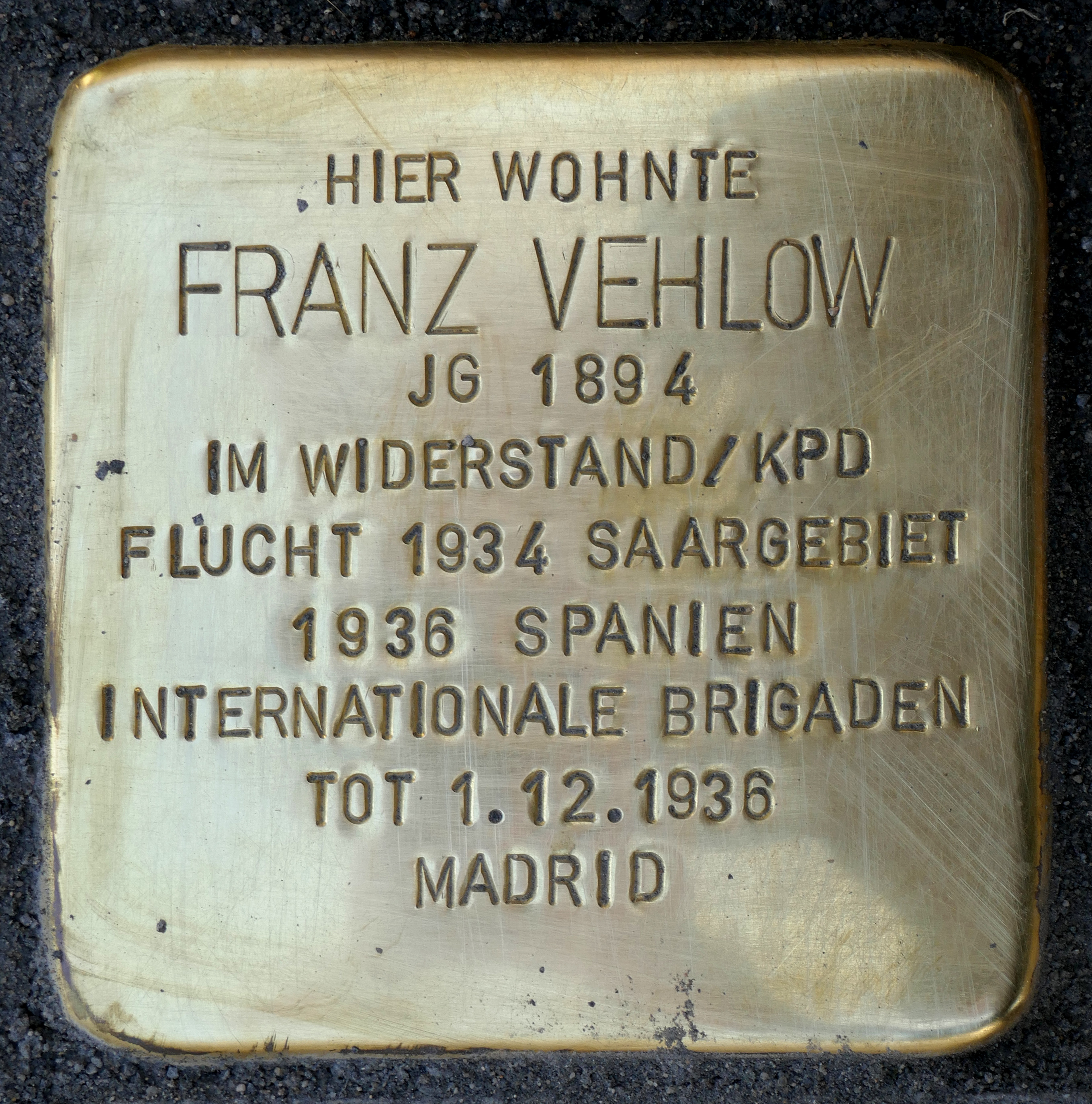
Stolperstein Weimarer Straße 16 in Köln-Höhenberg

Im Gedenken an Franz Vehlow wurde am 11. September 2018 vor seinen ehemaligen Wohnhaus in der Weimarer Straße 16 in Köln-Höhenberg von Gunter Demnig ein Stolperstein verlegt.